# 江恕
江恕，湖广汉阳（今湖北武汉）人，是一名明朝政治人物。
江恕曾于1406年接替刘秉彝任崇明县知县一职，1419年由刘宏接任。